# 四国大学附属認定こども園
四国大学附属認定こども園（しこくだいがくふぞくにんていこどもえん、英称:Shikoku University Attached Kindergarten）とは、徳島県徳島市応神町古川にある私立幼稚園。旧名は四国大学付属幼稚園。

## 沿革
- 1966年 - 四国女子短期大学附属幼稚園を設立。
- 1973年 - 四国女子短期大学附属幼稚園が四国女子大学附属幼稚園となる。
- 1992年 - 四国女子大学附属幼稚園が四国大学附属幼稚園となる。
- 2016年 - 幼稚園と保育所の機能を併せ持つ幼保連携型の「四国大付属認定こども園」に移行[1]。

## 基本目標
雄大で清らかな吉野川畔の自然に恵まれた環境の中で、のびのびと楽しい集団生活をし、心とからだの調和がとれた豊かな人間性の芽生えを養う。

## 関連学校
| 学校名             | 創立   | 備考                                                     |
| ------------------ | ------ | -------------------------------------------------------- |
| 四国大学           | 1925年 | 旧名は徳島洋服学校、徳島家政短期大学、四国女子大学       |
| 四国大学附属保育所 | 1969年 | 旧名は四国女子短期大学附属保育所、四国女子大学附属保育所 |